# Schapenkaas

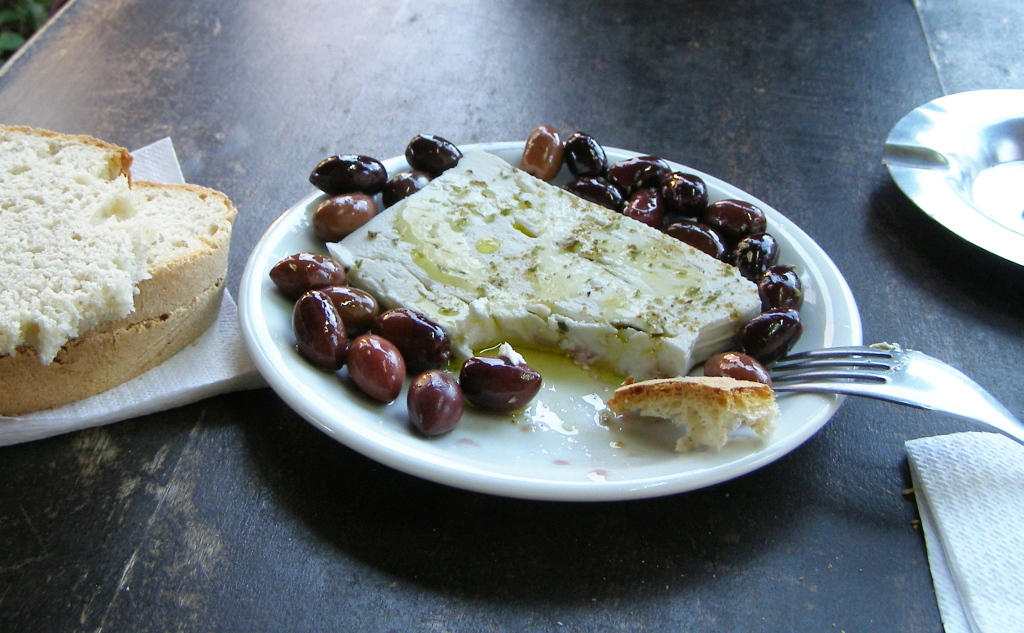
Schapenkaas, hier gebruikt voor mezze

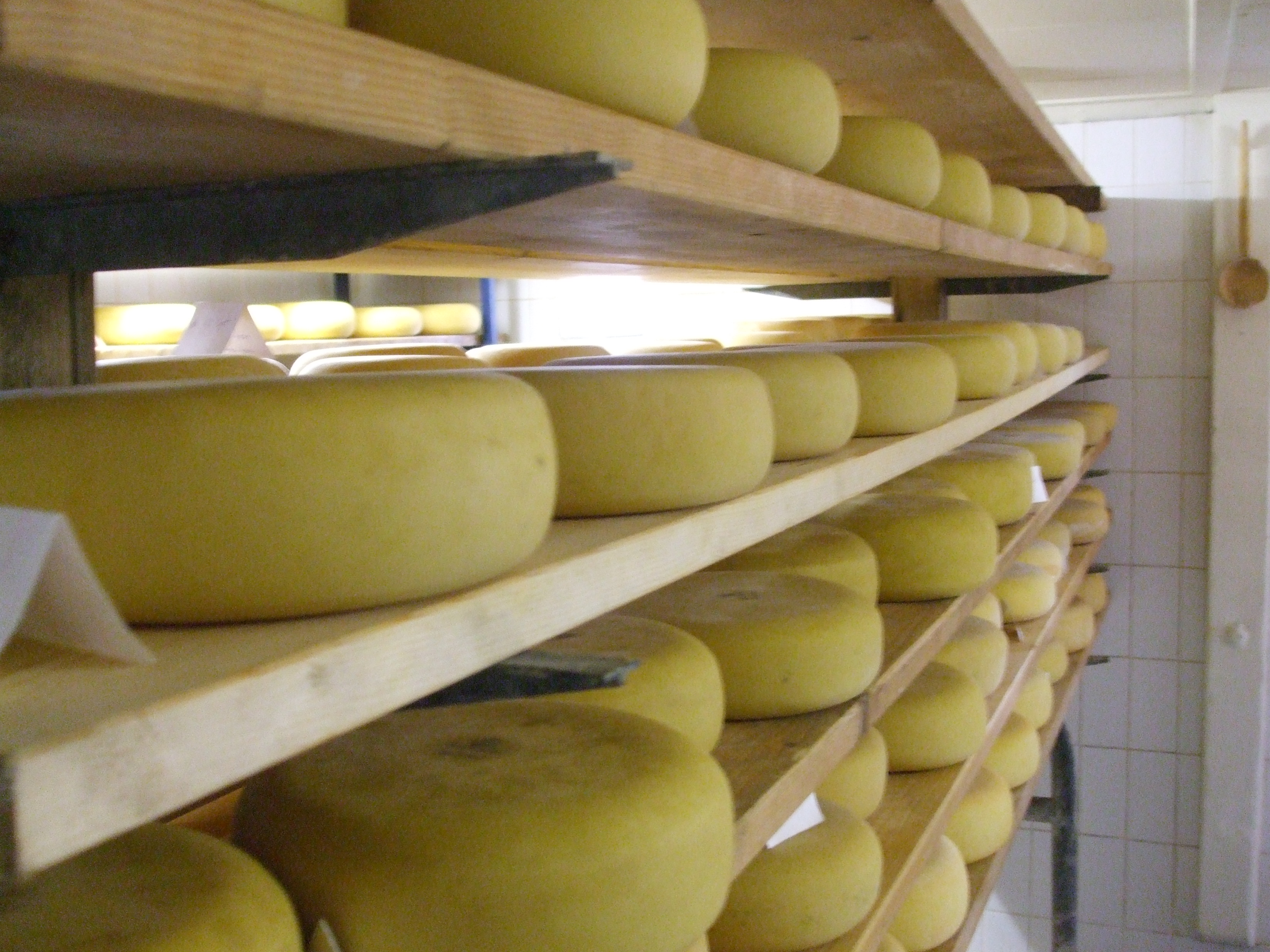
Schapenkazen in opslag

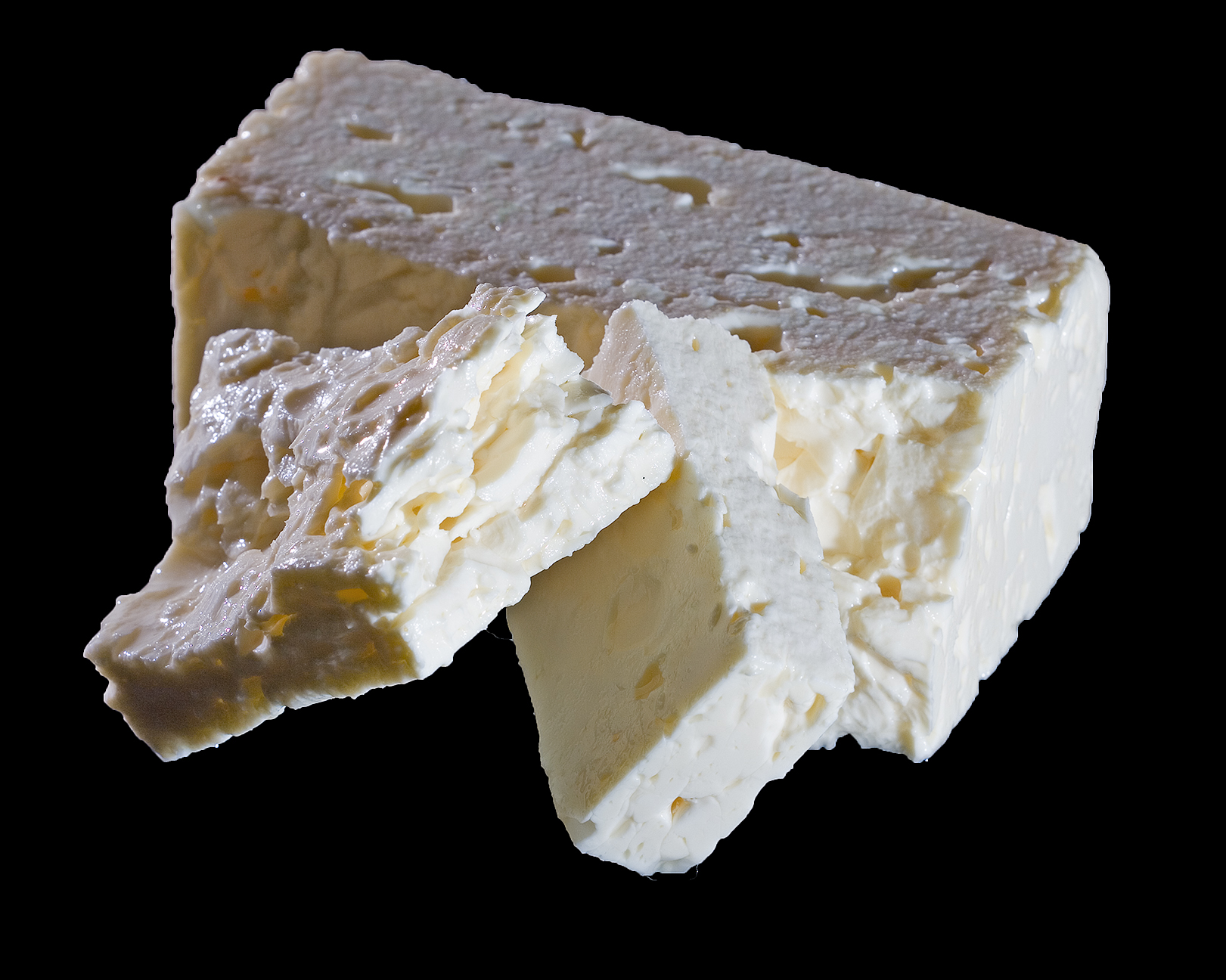
Feta

Schapenkaas is kaas gemaakt van schapenmelk.
Er bestaan talrijke soorten schapenkaas. Algemeen bekend zijn de Roquefort uit Frankrijk en de Griekse feta. Schapenkaas is geschikt voor mensen met koemelkallergie.
Schapenkaas is rijk aan vitamine A, B en C en bevat hiervan hogere gehalten dan koeien- en geitenkaas. Dit geldt met name voor orootzuur (soms "vitamine B13" genoemd maar geen officiële B-vitamine). 

## Voorbeelden van schapenkaas
- Azeito, Portugal
- Brin d’amour, Corsica
- Brique Brebis
- Brocciu, Corsica
- Bryndza, Slowakije
- Castelo Branco, Portugal
- Casu marzu, Sardinië
- Feta, Griekenland
- Manchego, Spanje (La Mancha)
- Moulis pur brebis
- Niolo, Corsica
- Ossau-Iraty, Baskenland
- Ossau Iraty Aramits, Baskenland
- Paški sir, Kroatië (eiland Pag)
- Pecorino, Italië
- Pérail, Frankrijk (Aveyron)
- Ricotta brebis, Italië
- Roquefort, Frankrijk (Aveyron)
- Saloio, Portugal
- Serpa, Portugal
- Serra, Portugal
- Texelse schapenkaas, Nederland
- Tomette de Brebis